# Operazione Hardtack II
La serie di test nucleari denominata Operazione Hardtack II si riferisce alle detonazioni nucleari condotte dagli Stati Uniti d'America in diverse aree del poligono nucleare denominato Nevada Test Site, dal 12 settembre al 30 ottobre del 1958.

## Storia
L'operazione, che si colloca cronologicamente tra due serie di test nucleari svolte, la prima, ossia l'Operazione Argus, nell'oceano Pacifico meridionale, e la seconda, denominata Operazione Nougat, sempre nel sito di test nevadese, fu condotta dalla Commissione per l'energia atomica degli Stati Uniti d'America assieme all'Armed Forces Special Weapons Project, all'Office of Civil and Defense Mobilization e ad altre agenzie governative, e fu, al tempo della sua esecuzione, l'operazione che vide il maggior numero di detonazioni nucleari mai effettuate in una sola operazione.
Come già accaduto per l'Operazione Hardtack I, che si svolse tra l'aprile e l'agosto del 1958 e che fu l'ultima operazione a vedere l'esecuzione di test nucleari atmosferici a livello del suolo prima dell'Operazione Hardtack II, dato che nel corso dell'Operazione Argus erano stati condotti solo test a quote superiori a 100 km, ossia già nello spazio, anche la progettazione e la realizzazione dell'Operazione Hardtack II furono influenzati non solo dai risultati ottenuti nei test nucleari precedenti ma anche dal contesto politico mondiale di quegli anni. A cominciare dal 1956, infatti, la preoccupazione dell'opinione pubblica a riguardo delle radiazioni nucleari derivanti dai test iniziò a farsi sentire, tanto che la questione della fine dei test nucleari e della sicurezza nucleare fu una di quelle che tennero banco durante le elezioni presidenziali del 1956, tanto più che anche l'Unione Sovietica aveva già pubblicamente proposto una moratoria sui test. Dato inoltre che questa operazione avrebbe dovuto svolgersi sul suolo continentale statunitense, e non nel Pacific Proving Grounds com'era accaduto per l'Operazione Hardtack I, e che il test Coulomb-C della serie denominata Project 58/58A, l'ultima ad essere stata condotta nell'NTS prima dell'Hardtack II, aveva fatto allarmare la popolazione di Los Angeles per via dell'imprevisto fallout nucleare, il malcontento della popolazione verso questi test nucleari si era fatto decisamente elevato.
Il 31 marzo 1958 l'Unione Sovietica annunciò la sospensione di tutti i test nucleari, invitando gli Stati Uniti d'America a fare altrettanto. Il 9 maggio, il leader sovietico Nikita Sergeevič Chruščëv accettò l'invito di Eisenhower a prendere parte a incontri in cui si discutesse di una moratoria dei test nucleari e le negoziazioni iniziarono così il primo giorno di luglio dello stesso anno. Come risultato, il 22 agosto 1958 Eisenhower annunciò al mondo che gli USA avrebbero sospeso i test a partire dal 31 ottobre 1958. Poiché, quindi, sembrava che le due operazioni Hardtack sarebbero state le ultime possibilità di testare ordigni nucleari, gli scienziati atomici statunitensi decisero di aggiungervi altri test, che arrivarono così a un totale di 35 per l'operazione Hardtack I, e che furono svolti nel Pacific Proving Grounds, data la loro potenza, e di 38 per l'operazione Hardtack II. Quest'ultima, inizialmente chiamata "Operazione Millrace" fu rinominata "Hardtack II" quando un comitato scientifico raccomandò "uno stop ai test dopo la serie Hardtack".
Terminata l'operazione, che, a causa del poco tempo disponibile, vide l'esplosione di 29 ordigni nel solo mese di ottobre, con giorni in cui ci furono addirittura quattro esplosioni, alla mezzanotte del 31 ottobre gli Stati Uniti d'America annunciarono, come promesso, lo stop unilaterale ai test nucleari. L'Unione Sovietica si unì agli USA dopo l'esecuzione di due test effettuati il 1º e il 3 novembre. Lo stop non durò comunque molto a lungo: già nel settembre 1961 l'URSS riprese ad effettuare test atomici atmosferici, compreso quello della bomba Zar, l'ordigno più potente mai fatto esplodere dall'uomo, il 30 ottobre dello stesso anno; gli USA non si fecero attendere, dando il via all'Operazione Nougat, che vide il test di 44 ordigni, il 15 settembre 1961.

## Ordigni testati

Una rappresentazione di un "One-point safety test" di uno stadio primario modello Swan, dove viene fatto detonare un solo punto di innesco laterale. Il nocciolo di plutonio-239, in questo caso, è sferico e cavo e circondato da un tamper in berillio.

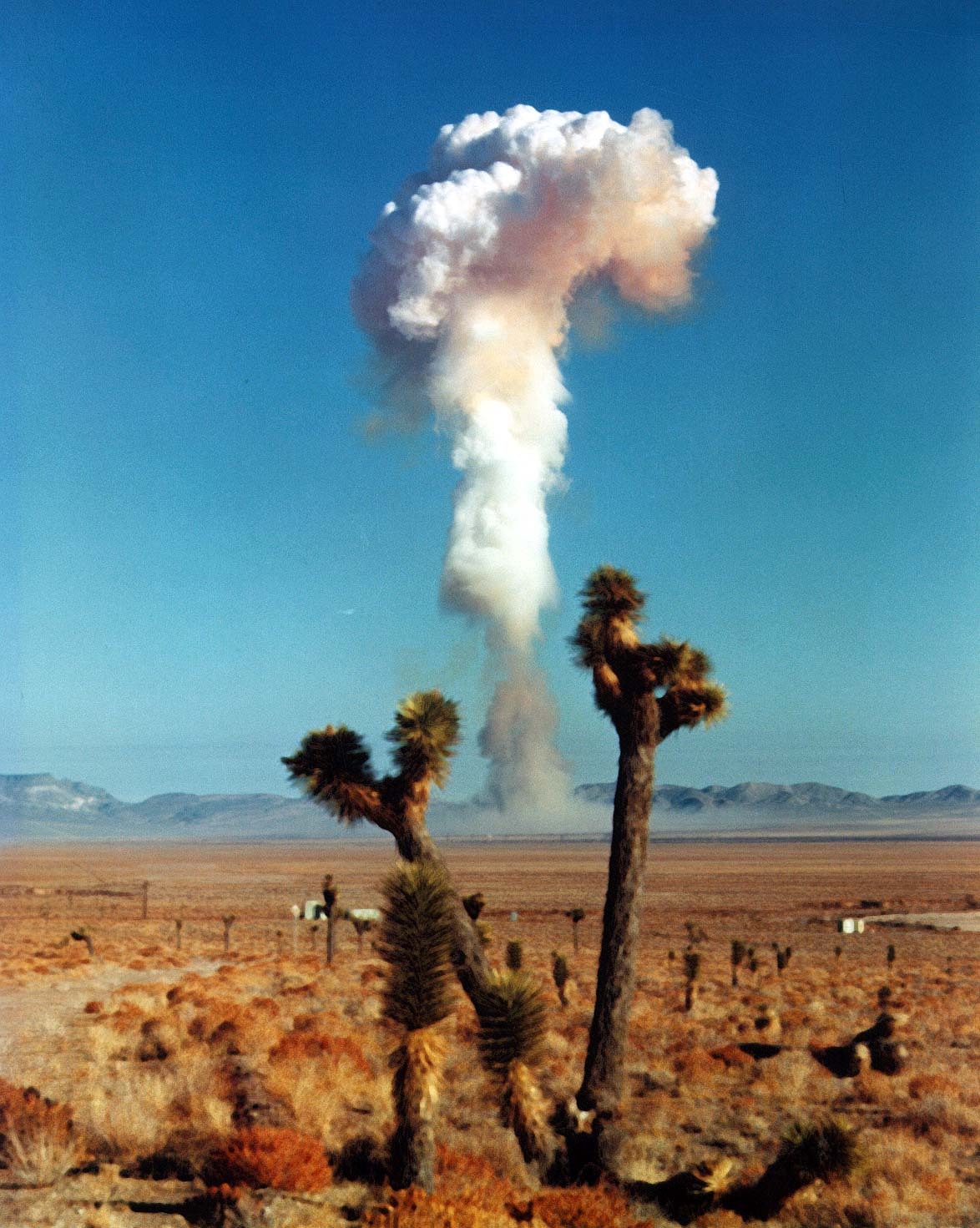
Un'immagine del test Da Baca.

Come tutti i test svolti nel NTS, anche quelli dell'Operazione Hardtack II furono test a potenza relativamente bassa, con una potenza massima rilasciata di 22 chilotoni, che, sebbene sia pari a circa 1,5 volte la potenza della bomba atomica sganciata su Hiroshima, è centinaia di volte inferiore a quella di molti esperimenti condotti nel Pacific Proving Grounds con bombe termonucleari. La maggior parte dei test fu composta da test di sicurezza denominati "one-point", ossia volti ad assicurare che qualora ci fosse stata l'esplosione di uno dei componenti di esplosivo convenzionale posti attorno al nocciolo non si sarebbe comunque innescata la reazione di fissione nucleare, e da test di miniaturizzazione, volti alla realizzazione di testate atomiche così leggere da poter essere sparate in battaglia dalla fanteria, come il Davy Crockett, o da essere montate su missili per l'arsenale aeronautico.

## Test
| Nome              | Data e ora (UT)               | Fuso orario locale | Sito                                     | Altitudine + quota | Modalità, Scopo                           | Tipo di ordigno                                              | Potenza             | Fallout                          | Fonti                               | Note |
| ----------------- | ----------------------------- | ------------------ | ---------------------------------------- | ------------------ | ----------------------------------------- | ------------------------------------------------------------ | ------------------- | -------------------------------- | ----------------------------------- | --- |
| Otero             | 12 settembre 1958, 20:00:00,2 | PST (-8 ore)       | NTS Area U3q 37.04985°N 116.03255°W      | 1229 m - 150 m     | Pozzo sotterraneo, test di sicurezza      | Forse XW-54                                                  | 38 t                | Rilevato, 6 kCi (220 TBq)        | [ 1 ] [ 4 ] [ 5 ] [ 6 ] [ 7 ] [ 3 ] | Test di sicurezza "one-point" fallito di un ordigno simile a quello fatto detonare nel test Sequoia dell'Operazione Hardtack I. |
| Bernalillo        | 17 settembre 1958, 19:30:00,2 | PST (-8 ore)       | NTS Area U3h (n?) 37.04944°N 116.03352°W | 1229 m - 150 m     | Pozzo sotterraneo, test di sicurezza      | XW-54                                                        | 15 t                | Rilevato in sito                 | [ 1 ] [ 4 ] [ 7 ]                   | Ripetizione, anch'essa fallita, del test Otero. |
| Eddy              | 19 settembre 1958, 14:00:00,2 | PST (-8 ore)       | NTS Area B7b ~ 37.0866°N 116.0245°W      | 1282 m + 150 m     | Da pallone, sviluppo di armamenti         |                                                              | 83 t                | Rilevato, 12 kCi (440 TBq)       | [ 1 ] [ 4 ] [ 7 ]                   | Test riuscito di un'arma da 24,5 Kg. |
| Luna              | 21 settembre 1958, 19:00:00,2 | PST (-8 ore)       | NTS Area U3m 37.04919°N 116.03447°W      | 1230 m - 150 m     | Pozzo sotterraneo, test di sicurezza      | Forse XW-54                                                  | 1,5 t               | Rilevato in sito                 | [ 1 ] [ 4 ] [ 6 ] [ 7 ]             | Ripetizione, anch'essa fallita seppur con significativi miglioramenti, dei test Otero e Bernalillo. |
| Mercury           | 23 settembre 1958, 22:00:00,0 | PST (-8 ore)       | NTS Area U12f.01 37.19274°N 116.20024°W  | 2038 m - 55,78 m   | Tunnel sotterraneo, test di sicurezza     | Forse uno stadio primario per la testata termonucleare XW-47 | 10 t                |                                  | [ 1 ] [ 4 ] [ 6 ] [ 7 ]             | Test di sicurezza "one-point" svolto con un ordigno simile a quello dei test Pascal-C e San Juan, fu dichiarato riuscito nonostante il rilascio di potenza. |
| Valencia          | 26 settembre 1958, 20:00:00,2 | PST (-8 ore)       | NTS Area U3r 37.04956°N 116.03057°W      | 1227 m - 150 m     | Pozzo sotterraneo, test di sicurezza      | Forse stadio primario di una testata XW-47                   | 2 t                 | Rilevato in sito                 | [ 1 ] [ 4 ] [ 6 ] [ 7 ]             | Test di sicurezza "one-point" svolto con un ordigno simile a quello dei test Pascal-C e San Juan, fu dichiarato riuscito nonostante il rilascio di potenza. |
| Mars              | 28 settembre 1958, 00:00:00,2 | PST (-8 ore)       | NTS Area U12f.02 37.19301°N 116.20131°W  | 2082 m - 42,67 m   | Tunnel sotterraneo, test di sicurezza     | XW-48                                                        | 13 t                | Rilevato in sito                 | [ 1 ] [ 4 ] [ 6 ] [ 7 ]             | Test di sicurezza "one-point" con un ordigno simile a quello dei test Tamalpais e Ceres, fu dichiarato riuscito nonostante il rilascio di potenza. |
| Mora              | 29 settembre 1958, 14:05:00,1 | PST (-8 ore)       | NTS Area B7b ~ 37.0866°N 116.0245°W      | 1282 m + 460 m     | Da pallone, sviluppo di armamenti         | XW-54 "Gnat"                                                 | 2 kt                | Rilevato, 340 kCi (13 000 TBq)   | [ 1 ] [ 4 ] [ 7 ]                   | Test a piena potenza di un ordigno simile a quello utilizzato nel test Otero, l'esperimento fallì sprigionando meno potenza del previsto e risultando in una cosiddetta "fiammella". |
| Hidalgo           | 5 ottobre 1958, 14:10:00,1    | PST (-8 ore)       | NTS Area B7b ~ 37.0866°N 116.0245°W      | 1282 m + 110 m     | Da pallone, test di sicurezza             | Moccasin                                                     | 77 t                | Rilevato, 11 kCi (410 TBq)       | [ 1 ] [ 4 ] [ 7 ]                   | Test di sicurezza "one-point" con un ordigno a quello del test Coulomb-C. |
| Colfax            | 5 ottobre 1958, 16:15:00,2    | PST (-8 ore)       | NTS Area U3k 37.04882°N 116.03491°W      | 1229 m - 107 m     | Pozzo sotterraneo, test di sicurezza      | XW-54 "Gnat"                                                 | 5,5 t               | Rilevato, 240 kCi (8 900 TBq)    | [ 1 ] [ 4 ] [ 7 ]                   | Test di sicurezza "one-point" fallito svolto con un ordigno simile a quello del test Otero. |
| Tamalpais         | 8 ottobre 1958, 22:00:00,13   | PST (-8 ore)       | NTS Area U12b.02 37.19525°N 116.20133°W  | 2152 m - 124,05 m  | Tunnel sotterraneo, sviluppo di armamenti | XW-48                                                        | 72 t                |                                  | [ 1 ] [ 4 ] [ 6 ] [ 7 ]             | Test a piena potenza svolti con un ordigno simile a quelli dei test Mars e Ceres. |
| Quay              | 10 ottobre 1958, 14:30:00,1   | PST (-8 ore)       | NTS Area 7c 37.0947°N 116.0245°W         | 1294 m + 30 m      | Da torre, sviluppo di armamenti           | Forse stadio primario di una testata XW-50                   | 79 t                | Rilevato, 200 Ci (7 400 GBq)     | [ 1 ] [ 4 ] [ 6 ] [ 7 ]             | Test di fattibilità simile al test Linden dell'Operazione Hardtack I. |
| Lea               | 13 ottobre 1958, 13:20:00,1   | PST (-8 ore)       | NTS Area B7b ~ 37.0866°N 116.0245°W      | 1282 m + 460 m     | Da pallone, sviluppo di armamenti         | Forse XW-54 "Gnat"                                           | 1,4 kt              | Rilevato, 240 kCi (8 900 TBq)    | [ 1 ] [ 4 ] [ 6 ] [ 7 ] [ 5 ]       | Test a piena potenza di un ordigno simile a quello utilizzato nel test Otero, l'esperimento fallì sprigionando meno potenza del previsto e risultando in una cosiddetta "fiammella" |
| Neptune           | 14 ottobre 1958, 18:00:00,2   | PST (-8 ore)       | NTS Area U12c.03 37.19381°N 116.20057°W  | 2080 m - 30,02 m   | Tunnel sotterraneo, test di sicurezza     | XW-47                                                        | 115 t               | Rilevato in sito                 | [ 1 ] [ 4 ] [ 7 ]                   | Test di sicurezza "one-point" fallito svolto con un ordigno simile a quello del test Titania e del test Hickory dell'Operazione Hardtack I. Nonostante la bassa potenza e il fatto che fosse stato condotto sottoterra, il test diede origine al primo cratere di subsidenza nella mesa Rainier.                    |
| Hamilton          | 15 ottobre 1958, 16:00:00,2   | PST (-8 ore)       | NTS Area 5 36.8022°N 115.9331°W          | 940 m + 15 m       | Da torre, sviluppo di armamenti           | Forse uno stadio primario "Quail" della testata XW-51        | 1,2 t               | Rilevato, 200 Ci (7 400 GBq)     | [ 1 ] [ 4 ] [ 6 ] [ 7 ]             | Test del prototipo Davy Crockett, un ordigno di dimensioni particolarmente ridotte pesante solamente 16 kg. |
| Logan             | 16 ottobre 1958, 06:00:00,14  | PST (-8 ore)       | NTS Area A12e.02 37.18399°N 116.20206°W  | 2155 m - 283,58 m  | Tunnel sotterraneo, sviluppo di armamenti |                                                              | 5 kt                |                                  | [ 1 ] [ 4 ] [ 7 ]                   | Test riuscito di una testata per missile anti-balistico, del peso di 28,6 kg e di dimensioni pari a 28 x 29 cm. |
| Dona Ana          | 16 ottobre 1958, 14:20:00,1   | PST (-8 ore)       | NTS Area B7b ~ 37.0866°N 116.0245°W      | 1282 m + 150 m     | Da pallone, sviluppo di armamenti         | XW-54 "Gnat"                                                 | 37 t                | Rilevato, 6 kCi (220 TBq)        | [ 1 ] [ 4 ] [ 7 ]                   | Test a bassa potenza di un ordigno simile a quello utilizzato nel test Otero. |
| Vesta             | 17 ottobre 1958, 23:00:00,2   | PST (-8 ore)       | NTS Area S9e 37.1226°N 116.0347°W        | 1294 m + 0         | Al suolo, test di sicurezza               | Stadio primario di una testata XW-47                         | 24 t                | Rilevato, 4 kCi (150 TBq)        | [ 1 ] [ 4 ] [ 6 ] [ 7 ]             | Test di sicurezza "one-point" svolto con un ordigno simile a quelli utilizzati nei test Wrangell, Oberon e Sanford. |
| Rio Arriba        | 18 ottobre 1958, 14:25:00,1   | PST (-8 ore)       | NTS Area 3s 37.0411°N 116.0267°W         | 1224 m + 20 m      | Da torre, sviluppo di armamenti           | Mk-7                                                         | 90 t                | Rilevato, 120 kCi (4 400 TBq)    | [ 1 ] [ 4 ] [ 6 ] [ 7 ]             | Test riuscito di una bomba Mk-7 a basso potenziale, sganciata da una torre in legno. |
| San Juan          | 20 ottobre 1958, 14:30:00,2   | PST (-8 ore)       | NTS Area U3p 37.04976°N 116.03325°W      | 1229 m - 71 m      | Pozzo sotterraneo, test di sicurezza      | Forse stadio primario di una testata XW-42                   | Nessuna potenza     |                                  | [ 1 ] [ 4 ] [ 6 ] [ 7 ]             | Test di sicurezza "one-point" riuscito, svolto con un ordigno la cui struttura fu estrapolata da quelli dei test Pascal-C e Valencia. |
| Socorro           | 22 ottobre 1958, 13:30:00,2   | PST (-8 ore)       | NTS Area B7b ~ 37.0866°N 116.0245°W      | 1282 m + 440 m     | Da pallone, sviluppo di armamenti         | Forse XW-54 "Gnat"                                           | 6 kt                | Rilevato, 1 000 kCi (37 000 TBq) | [ 1 ] [ 4 ] [ 6 ] [ 7 ] [ 5 ]       | Test a piena potenza e riuscito dello stadio primario di una testata termonucleare XW-54, svolto con un ordigno simile a quello del test Otero. |
| Wrangell          | 22 ottobre 1958, 16:50:00,1   | PST (-8 ore)       | NTS Area 5 36.798°N 115.9298°W           | 940 m + 460 m      | Da pallone, sviluppo di armamenti         | Forse lo stadio primario "Canary" della testata XW-47        | 115 t               | Rilevato, 17 kCi (630 TBq)       | [ 1 ] [ 4 ] [ 6 ] [ 7 ]             | Test a piena potenza non riuscito, poiché risoltosi in una "fiammella", svolto con un ordigno simile a quelli utilizzati nei test Vesta, Oberon e Sanford. |
| Oberon            | 22 ottobre 1958, 20:30:??     | PST (-8 ore)       | NTS Area 8a 37.1829°N 116.0691°W         | 1355 m + 8 m       | Da torre, test di sicurezza               | Forse lo stadio primario "Canary" della testata XW-47        | Nessuna potenza     | Rilevato, 17 kCi (630 TBq)       | [ 1 ] [ 4 ] [ 6 ] [ 7 ] [ 3 ]       | Test di sicurezza "one-point" riuscito, svolto con un ordigno simile a quelli utilizzati nei test Wrangell, Vesta e Sanford. |
| Rushmore          | 22 ottobre 1958, 23:40:00,1   | PST (-8 ore)       | NTS Area B9a ~ 37.1347°N 116.0417°W      | 1285 m + 150 m     | Da pallone, sviluppo di armamenti         | Forse lo stadio primario "Canary" della testata XW-47        | 188 t               |                                  | [ 1 ] [ 4 ] [ 6 ] [ 7 ]             | Test a bassa potenza, risultato in una "fiammella", svolto con un ordigno simile a quello dei test Mercury, Neptune e Titania. |
| Catron            | 24 ottobre 1958, 15:00:00,2   | PST (-8 ore)       | NTS Area 3t 37.0427°N 116.0277°W         | 1225 m + 20 m      | Da torre, test di sicurezza               | XW-54 "Gnat"                                                 | 21 t                | Rilevato, 4 kCi (150 TBq)        | [ 1 ] [ 4 ] [ 7 ]                   | Test di sicurezza "one-point" non riuscito, svolto con un ordigno simile a quello del test Mora e lanciato da una torre in legno. |
| Juno              | 24 ottobre 1958, 16:01:00,2   | PST (-8 ore)       | NTS Area S9f 37.12361°N 116.03776°W      | 1287 m + 0         | Al suolo, test di sicurezza               |                                                              | 1,7 t               |                                  | [ 1 ] [ 4 ] [ 6 ] [ 7 ]             | Test di sicurezza "one-point". |
| Ceres             | 26 ottobre 1958, 04:00:00,2   | PST (-8 ore)       | NTS Area 8b 37.1814°N 116.0691°W         | 1350 m + 10 m      | Da torre, test di sicurezza               | Test di una testata XW-48 AFAP                               | 700 kg              |                                  | [ 1 ] [ 4 ] [ 6 ] [ 7 ]             | Test di sicurezza "one-point" di un proiettile da artiglieria atomica (AFAP) svolto con un ordigno simile a quello dei test Tamalpais e Mars. |
| Sanford           | 26 ottobre 1958, 10:20:00,1   | PST (-8 ore)       | NTS Area 5 36.798°N 115.9298°W           | 940 m + 460 m      | Da pallone, sviluppo di armamenti         | Forse lo stadio primario "Canary" della testata XW-47        | 4,9 kt              | Rilevato, 750 kCi (28 000 TBq)   | [ 1 ] [ 4 ] [ 6 ] [ 7 ]             | Test di sicurezza "one-point" riuscito, svolto con un ordigno simile a quelli utilizzati nei test Wrangell, Vesta e Oberon. |
| De Baca           | 26 ottobre 1958, 16:00:00,1   | PST (-8 ore)       | NTS Area B7b ~ 37.0866°N 116.0245°W      | 1282 m + 460 m     | Da pallone, sviluppo di armamenti         | XW-54 "Gnat"                                                 | 2,2 kt              | Rilevato, 380 kCi (14 000 TBq)   | [ 1 ] [ 4 ] [ 7 ] [ 5 ]             | Test a piena potenza, parzialmente riuscito, svolto con un ordigno simile a quelli dei test Catron e Mora. |
| Chavez            | 27 ottobre 1958, 14:30:??     | PST (-8 ore)       | NTS Area 3u 37.0443°N 116.0305°W         | 1225 m + 16 m      | Da torre, test di sicurezza               | XW-54 "Gnat"                                                 | 600 kg              | Rilevato, 100 Ci (3 700 GBq)     | [ 1 ] [ 4 ] [ 6 ] [ 7 ] [ 3 ]       | Test di sicurezza "one-point" non riuscito, svolto con un ordigno simile a quello del test Da Baca e lanciato da una torre in legno. |
| Evans             | 29 ottobre 1958, 00:00:00,15  | PST (-8 ore)       | NTS Area U12b.04 37.19477°N 116.20563°W  | 2282 m - 256,03 m  | Tunnel sotterraneo, sviluppo di armamenti | Forse lo stadio primario "Canary" della testata XW-47        | 55 t                | Rilevato in sito                 | [ 1 ] [ 4 ] [ 6 ] [ 7 ]             | Test a piena potenza risoltosi in "fiammella", svolto con un ordigno simile a quello del test Blanca. |
| Mazama            | 29 ottobre 1958, 11:20:??     | PST (-8 ore)       | NTS Area 9 37.12648°N 116.04196°W        | 1282 m + 15 m      | Da torre, sviluppo di armamenti           |                                                              | Nessuna potenza     |                                  | [ 1 ] [ 4 ] [ 6 ] [ 7 ] [ 3 ]       | Il test fallì, sviluppando meno potenza del previsto. |
| Humboldt          | 29 ottobre 1958, 14:45:00,1   | PST (-8 ore)       | NTS Area 3v 37.0477°N 116.0256°W         | 1228 m + 10 m      | Da torre, sviluppo di armamenti           | Forse una testata XW-51                                      | 7,8 t               | Rilevato, 1 kCi (37 TBq)         | [ 1 ] [ 4 ] [ 6 ] [ 7 ]             | Fu una ripetizione del test Hamilton ma con una potenza maggiore, usò un ordigno estremamente leggero, pesante solo 16 kg. |
| Adams (annullato) | 30 ottobre 1958               | PST (-8 ore)       | NTS ~ 37.044°N 116.068°W                 | 1220 m + 0         | Al suolo, sviluppo di armamenti           |                                                              | Potenza sconosciuta |                                  |                                     | Il test fu annullato quando ci si rese conto che la potenza che avrebbe sprigionato avrebbe potuto mandare in frantumi le finestre di Las Vegas. La pianificazione di un nuovo test che usasse lo stesso tipo di ordigno ma di minor potenza non fu portata a termine prima dell'entrata in vigore della moratoria. |
| Santa Fe          | 30 ottobre 1958, 03:00:00,1   | PST (-8 ore)       | NTS Area B7b ~ 37.0866°N 116.0245°W      | 1282 m + 460 m     | Da pallone, sviluppo di armamenti         | XW-54 "Gnat"                                                 | 1,3 kt              | Rilevato, 220 kCi (8 100 TBq)    | [ 1 ] [ 4 ] [ 7 ] [ 5 ]             | Simile a ordigni già precedentemente testati, sviluppò una potenza inferiore al previsto. |
| Ganymede          | 30 ottobre 1958, 11:00:??     | PST (-8 ore)       | NTS Area S9g 37.123°N 116.035°W          | 1294 m + 0         | Al suolo, test di sicurezza               | W-45                                                         | Nessuna potenza     |                                  | [ 1 ] [ 4 ] [ 6 ] [ 7 ] [ 3 ]       | Test di sicurezza "one-point" riuscito della variante W-45/Swan. |
| Blanca            | 30 ottobre 1958, 15:00:00,15  | PST (-8 ore)       | NTS Area U12e.05 37.18589°N 116.20289°W  | 2168 m - 254,51 m  | Tunnel sotterraneo, sviluppo di armamenti | Stadio primario "Canary" della testata XW-47                 | 22 kt               | Rilevato, 510 Ci (19 000 GBq)    | [ 1 ] [ 4 ] [ 6 ] [ 7 ] [ 5 ]       | Test riuscito di della variante TN del primario "Canary", svolto con un ordigno simile a quello usato nel test Evans. Fu il più potente di tutta la serie. |
| Titania           | 30 ottobre 1958, 20:34:00,2   | PST (-8 ore)       | NTS Area 8c 37.1773°N 116.0699°W         | 1343 m + 10 m      | Da torre, test di sicurezza               | Stadio primario "Canary" della testata XW-47                 | 200 kg              |                                  | [ 1 ] [ 4 ] [ 6 ] [ 7 ]             | Test di sicurezza "one-point", dichiarato riuscito nonostante lo sviluppo di potenza, svolto con un ordigno simile a quello del test Neptune e del test Hickory dell'Operazione Hardtack I. |

1. ↑  Gli Stati Uniti d'America, la Francia e il Regno Unito chiamano ogni loro singolo test con un nome in codice, mentre Unione Sovietica e Cina, salvo rari casi, non lo fanno, quindi i loro test sono identificati solo da numeri. Un trattino seguito da un numero indica un membro di un test a salve.
2. ↑  Per convertire l'ora universale in ora locale, si deve aggiungere alla prima il numero tra parentesi.
3. ↑  Nome del luogo e corrispettive coordinate. Nel caso di test missilistici, viene indicato il luogo di lancio del missile prima del luogo della detonazione. Mentre alcune località possono essere indicate con sicurezza, nel caso, ad esempio, di esplosioni in alta atmosfera, le indicazioni possono essere piuttosto inaccurate.
4. ↑  Con "altitudine" si intende l'altezza rispetto al livello del mare del terreno posto direttamente sotto l'esplosione, mentre con "quota" si intende la distanza tra tale punto e l'esplosione. Nel caso di test missilistici, il livello del terreno è indicato con "N/A". L'assenza di numeri o altre indicazioni sta a significare che il valore è sconosciuto.
5. ↑  L'energia liberata espressa in chilotoni e megatoni.